# Walserkamm
Der Walserkamm, auch Walsergrat, ist eine etwa 15 Kilometer lange Bergkette im Bregenzerwaldgebirge in Vorarlberg. Sie erhebt sich über dem Walgau und dem unteren Großwalsertal. Höchster Gipfel ist die Tälispitze mit 2000 m ü. A., dominanter Gipfel aus dem Rheintal der Hochgerach (1985 m ü. A.).

## Lage und Landschaft
Der Walserkamm ist die südlichste Kette des Bregenzerwaldgebirgs. Er beginnt am Furkajoch beziehungsweise am Ladritschbach bei Fontanella und dem ersten Gipfel, dem Pfrondhorn, und zieht sich in gerader Linie Ost–West bis in die Stadt Feldkirch.
Der Kamm ist eine Abfolge von zahlreichen ähnlich aussehenden Bergen. Die Nordflanke zum Laternsertal (bei Rankweil und Laterns) ist steil, felsig und bebuscht bis bewaldet, die Südseite bricht in scharfer Kante in Grashängen weit über 1000 Meter ab. Der Kamm hat nur einen kleinen Nebenkamm, vom Löffelspitz (Grenzspitz) zum Falvkopf (Falbenkopf), daher stammt die Bezeichnung nach Günther Flaig Walserkamm und Falbengrat (AVF 1977).
Am Südfuß bildet sich eine Hochfläche, auf der die Orte Röns, Schlins, Düns, Schnifis, Thüringerberg, St. Gerold und Blons liegen. Schon an der Sohle der Illniederung liegen die Talorte Satteins, Bludesch und Thüringen, und jenseits der Ill und Lutz die Walgau-Gemeinden Frastanz, Nenzing und Ludesch, und die Walsergemeinde Raggal.
Gegen Westen ab Älpele/Gerachhaus wird der Grat niedriger und zunehmend Alpland und senkt sich kontinuierlich. Er klingt dann, schon besiedelt (Dünserberg, Übersaxen, Göfis) im "Känzele" aus. Dieses fällt schroff zum Bahnhof Feldkirch, welcher auf dem Niveau des Rheintales liegt, ab. Der Walserkamm findet – als Inselberge – im Ardetzenberg und dem schon teilweise Liechtensteiner Eschner Berg seine Fortsetzung an den Alpenrhein.

## Umgrenzung und benachbarte Gebirgsgruppen
- im Norden Rankweil – Frutz (Laternsertal) – Furkajoch zur Freschengruppe
- im Osten Ladritschertobel – Ladritschbach bis zur Mündung bei Garsella zur Glatthorngruppe
- im Südosten Lutz (Großes Walsertal) von Garsella bis zur Mündung nahe Ludesch zum Lechquellengebirge (Westlichste Gruppen: Staffelfedergrat/Breithorn/Kellerspitz, Hoher Fraßen-Stock)
- im Südwesten Walgau Ill bzw. am Fuß über Thüringen, Bludesch, Frommengersch, Frastanz bis Feldkirch zum Rätikon
- im Westen Feldkirch – Altenstadt – Rankweil zum Rheintal, bzw. orographisch mitsamt der Ebene zwischen Ill und Frutzbach am Rhein zu den Appenzeller Alpen.

Damit fallen neben genannten Gemeinden im weiteren Sinne auch Teile der Gemeindegebiete von Frastanz und Nenzing, deren Hauptorte jeweils südlich der Ill liegen, zur Gruppe, auch Meiningen am Rhein. Im Nordosten liegt die Gemeindegrenze der Stadt Dornbirn an.

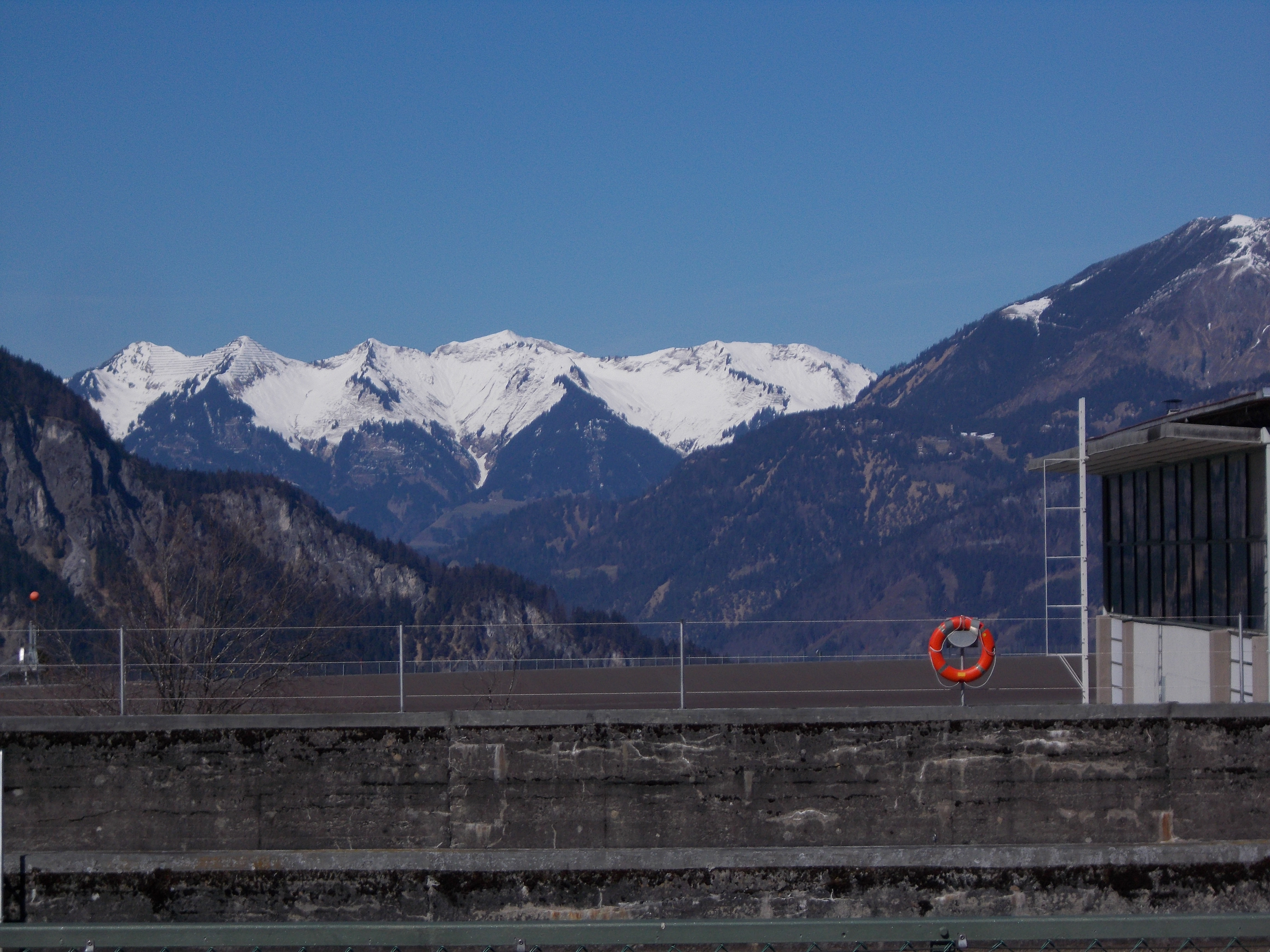
Blick vom Lünerseewerk auf den Walserkamm. Hoher Fraßen am rechten Bildrand, Muttersberg (=Madeisakopf) über dem Rettungsring

Trimmel sortiert aus hydrographischen Gründen die Westabdachung Stadtschrofen – Kanzele – Hohe Wacht (Hoher Sattel) – Hoch Gastra (Kote 660) – Frutzbach zur Rheintal-Umrahmung.

## Geologie
Der Walserkamm ist ein typischer hochmittelgebirgiger Zug aus Flysch, einem Sandstein, womit der Zug zur Rhenodanubischen Flyschzone der Alpen gehört. Die Schichtung fällt mit etwa 50° südwärts ab und gibt dem Kamm seine Morphologie. Die großflächigen, glatten, steilen Kare bergen eine enorme Lawinengefahr. Die Lawinenkatastrophe von Blons 1954 geschah durch an der Südseite des Walserkamms abgegangene Großlawinen. Das südseitige Kar zwischen Hochgerach und Hüttenkopf, sowie die Südostseite des Letzteren wurden großflächig mit Stahlrechen bebaut, um das Anrißgebiet zu sichern und die Gemeinde Thüringerberg vor katastrophalen Lawinen zu schützen.
Die Kalkalpen schließen hier südlich mit dem Rätikon an, der nur aus orographischen Gründen zu den Zentralalpen zählt, und wechseln dann im Osten mit dem Lechquellengebirge über die Illfurche, die Flyschzone streicht nach Nordosten in das Allgäu.

## Gipfel

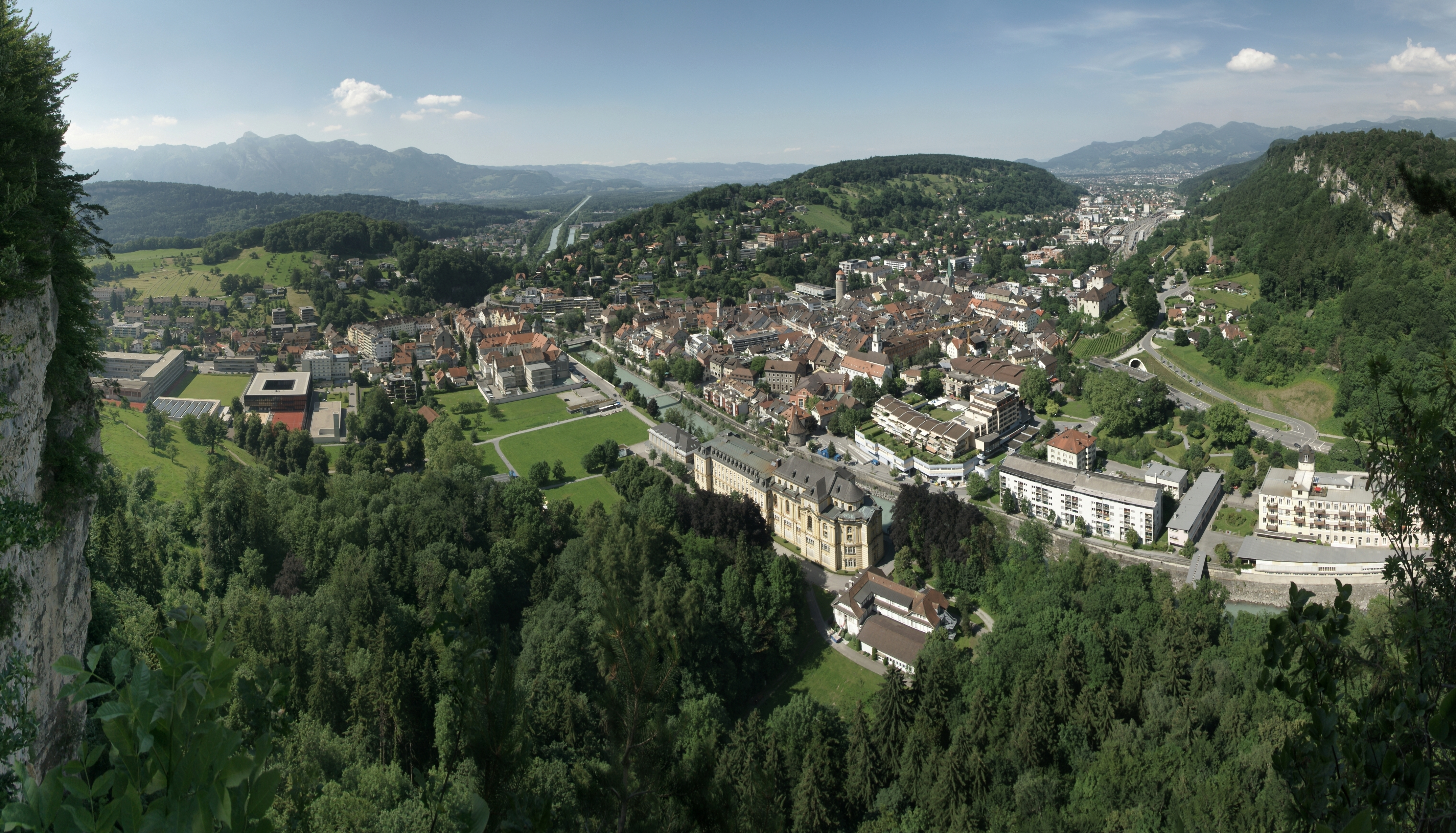
Das Känzele am rechten Bildrand fällt schroff zum Feldkircher Bahnhof und somit ins Rheintal ab.

Im Kamm liegen etwa 20 benannte Gipfel zwischen 1800 und 2000 Metern.
Die folgende Tabelle listet die wichtigsten Gipfel von Osten nach Westen:
| Gipfel                        | Höhe m ü. A. | Anmerkung                               |
| ----------------------------- | ------------ | --------------------------------------- |
| Pfrondhorn                    | 1949         | noch östlich des Furkajochs             |
| Seraspitz                     | 1891         |                                         |
| Falvkopf                      | 1849         | Falbengrat                              |
| Mont Calv                     | 1804         | Falbengrat                              |
| Grenzspitze                   | 1879         | Falbengrat                              |
| Löffelspitze                  | 1962         |                                         |
| Mutabellaspitze               | 1933         |                                         |
| Gerenspitze                   | 1871         |                                         |
| Kreuzspitze                   | 1944         | leicht südlich des Hauptkamms           |
| Melkspitze                    | 1936         |                                         |
| Igelkopf                      | 1928         | südöstlicher Nebengipfel der Tälispitze |
| Tälispitze                    | 2000         | höchster Gipfel der Gruppe              |
| Kuhspitze                     | 1964         |                                         |
| Hüttenkopf                    | 1976         |                                         |
| Hochgerach (Hauptgipfel)      | 1985         |                                         |
| Hochgerach (Laternser Gipfel) | 1975         |                                         |
| Rappaköpfle                   | 1865         |                                         |
| Matonakopf                    | 1854         |                                         |
| Kopes                         | 1735         |                                         |
| Dünser Horn                   | 1615         |                                         |
| Muttkopf                      | 1594         |                                         |
| Gröllerkopf                   | 1195         |                                         |
| Hoher Sattel                  | 751          |                                         |

## Naturschutz
Der Walserkamm liegt mit seinem alpinen Hauptteil im UNESCO-Biosphärenpark Großes Walsertal.

## Wege und Hütten
Der ganze Kamm ist mit einem Höhenweg erschlossen, erfordert aber Trittsicherheit. Daneben gibt es etliche Zustiege. Die Gesamtüberschreitung ist eine lange Ein- oder Zweitagestour, eine Übernachtung ist auf der Gaßner Alpe (am Meletspitz, 1.562 m, privat) möglich. Gegen Westen liegen die Älpelehütte (beim Sender Dünserberg, 1558 m, privates Berggasthaus) und das Gerachhaus (1550 m, Naturfreunde).
Der Westen mit seinen Alpen und Forstwegen ist gutes Mountainbike-Terrain. Außerdem ist der Kamm als Gleitfluggebiet beliebt.
Über die Dörfer des Südfußes läuft auf alten Saumpfaden der Rote Weg der Via Alpina.